# Миллс, Джульет
Джу́льет Миллс (англ. Juliet Mills; род. 21 ноября 1941[…], Лондон) — английская и американская актриса, дочь актёра Джона Миллса и писательницы Мэри Хэйли Белл, сестра актрисы Хэйли Миллс.
Миллс выиграла премию «Эмми» в 1974 году, и вновь была номинирована на неё в 2005, дважды была номинирована на «Золотой глобус»: в 1971 и 1973, а также была номинирована на премию «Тони» в 1960 году.
Она начала свою карьеру в качестве ребёнка-актёра и впоследствии продолжила актёрскую карьеру. Она активно снималась в разного рода жанров фильмах в 1960-х и 1970-х годах, а также активно работала на телевидении. А с 1980-х она в основном появляется в различных телесериалах, таких как «Династия», «Все мои дети», «Коломбо» и т. д. С 1999 по 2008 год она снималась в сериале «Страсти», где она исполняла роль ведьмы. В 2008—2009 годах она снималась в Британском сериале «Дикие сердцем», а в 2010-14 годах была приглашенной звездой в американской комедии «Красотки в Кливленде», где играла роль матери героини Джейн Ливз.
В 1980 году она вышла замуж за актёра Максвелла Колфилда, который моложе её на 18 лет.

## Фильмография
- В котором мы служим (1942)
- Так хорошо помнят (1947)
- Человек октября (1947)
- История мистера Полли (1949)
- Нет, моя дорогая дочь (1961)
- Дважды вокруг нарциссов (1962)
- Медсестра на колесах (1963)
- Так держать… Джек (1963)
- Другой ящик (1966)
- Редкая порода (1966)
- О, что за чудесная война (1969)
- Аванти! (1972)
- Чайка по имени Джонатан Ливингстон (1973)
- За дверью (1974)
- Вторая степень (1976)
- Музей восковых фигур 2 (1991)
- Другая сестра (1999)
- Как заниматься любовью по-английски (2014) — Джоан
- Счастливчик (2014)
- На пути к Грейс (2018) — бабушка